# Park Tool
Park Tool Company  est une entreprise américaine leader dans le domaine de outillage pour l'entretien et la réparation des vélos[réf. nécessaire]. L'entreprise est notamment spécialisée dans l'équipement complets pour les mécaniciens de vélo professionnels et pour les amateurs cherchant du matériel haut de gamme[réf. nécessaire]. Elle fabrique plus de 300 produits.

## Histoire
En 1963, Howard Hawkins et Art Engstrom étaient les propriétaires d'un magasin de vélo dans la région des Twin Cities. Ils ont remarqué qu'il n'y avait pas d'outils pour réparer les bicyclettes de plus en plus complexes des années 1960 et ont commencé à créer leurs propres outils. Leur première invention est un support permettant un accès facile à toutes les parties du vélo. Le pied d'atelier pour vélo est né.
Les grandes marques de vélo et en particulier la Schwinn Bicycle Company, trouve l'invention très pratique et demande à Hawkins et Engstrom de leur en fabriquer des modèles. Peu de temps après, la société s'étoffe et propose des pieds d'atelier permettant d'effectuer le dé-voilage des roues, puis commence à produire des clés et divers outillages.
Au début des années 1980, Hawkins et Engstrom possèdent trois boutiques et font partie du top 10 des plus gros revendeurs de vélo Schwinn mais ils décident de vendre leurs magasins de vélos et de recentrer leur activité sur la conception et la fabrication d'outils. La société ne cessera dès lors de se développer jusqu'à devenir une vraie référence dans le domaine particulier de l'outillage de vélo.
Les deux fondateurs de l'entreprise étant désormais retraités, Park Tool est détenu et exploité par Eric Hawkins, le fils de Howard Hawkins.

## Brevets

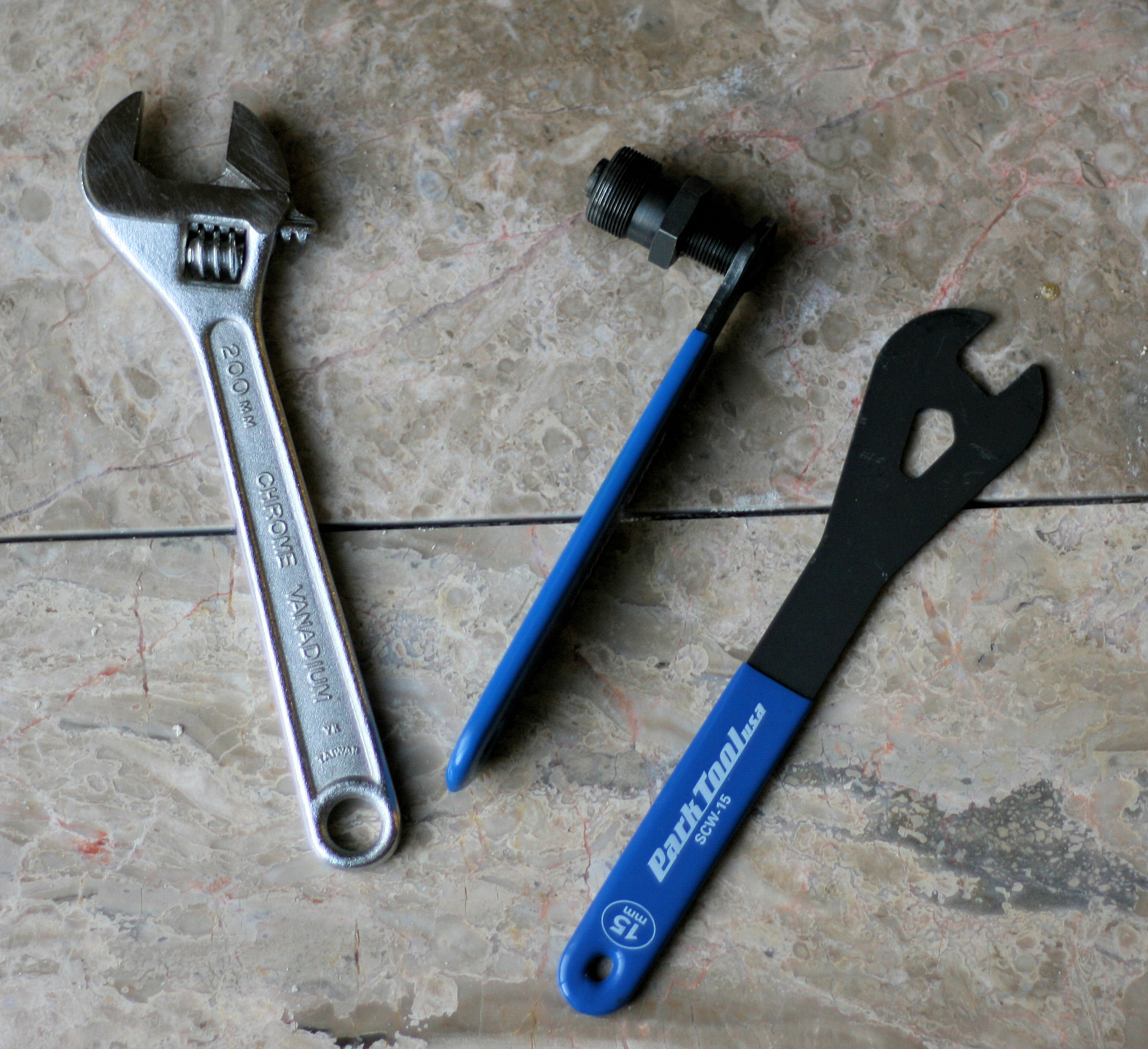
Park Tools

Les fondateurs de Park Tool, en collaboration avec James E. Johnson ont créé et développé et breveté de nombreux outils. C'est le cas notamment du système de serrage des pieds d'atelier, dont le brevet a été déposé en 1976. À ce jour Park Tool possède de nombreux brevets, y compris, pour l'anecdote, celui d'un couteau à pizza  mais surtout de nombreux outillages de bicyclettes.

### Le bleu Park Tool
Les outils Park Tool intègrent généralement du bleu dans leur conception, notamment les poignées qui sont souvent de couleur bleu. Si certains outils sont de couleur différentes, c'est surtout afin d'éviter des confusions entre les outils d'apparence similaires ou proche. Le bleu utilisée est très spécifique et est également déposé.